# Thiên hoàng Ninkō
Thiên hoàng Nhân Hiếu (仁孝天皇 (Nhân Hiếu Thiên Hoàng) Ninkō-tennō, 16 tháng 3, 1800 - 21 tháng 2, 1846) là vị Thiên hoàng thứ 120 của Nhật Bản, theo Danh sách Thiên hoàng truyền thống. Triều đại ông kéo dài từ năm 1817 đến 1846.

## Phả hệ
Trước khi lên ngôi hoàng đế, ông có tên húy (imina) là Ayahito (恵仁親王:Huệ Nhân).
Ayahito là con trai thứ tư của Quang Cách Thiên hoàng. Ông có tám người con tất cả, nhưng chỉ có Hiếu Minh Thiên hoàng tương lai, Thục Tử Nội Thân vương (淑子内親王; Sumiko-naishinnō) và Thân Tử Nội Thân vương (親子内親王; Chikako-naishinnō) là không bị chết trẻ.
Năm 1807, ông được cha mình tuyên hạ Thân vương theo đề xuất của Thái hậu Yoshiko, hiệu Huệ Nhân Thân vương (恵仁親王; Ayahito-shinnō).

## Lên ngôi Thiên hoàng
Ngày 31 tháng 10 năm 1817, ông chính thức đăng quang lên ngôi vua sau khi cha là Quang Cách Thiên hoàng thoái vị, lấy hiệu là Nhân Hiếu Thiên hoàng. Ông sử dụng lại niên hiệu của cha, lập niên hiệu Văn Hoá nguyên niên (1817-1818).
Thời kỳ Nhân Hiếu nắm quyền đánh dấu sự chuyển biến khá lớn của Nhật Bản: mất mùa và đói kém, phong trào của các phái Tân học chống shogun, sự phát triển của kinh tế cận đại ở các mạc phiên đe dọa kinh tế Mạc phủ... dẫn tới cuộc cải cách Tenpō năm 1830 - 1834.

### Nạn đói năm Tenpō (1830 - 1837) và khởi nghĩa nông dân
Từ sau nạn đói năm Temmei trở về sau, trong giai đoạn cuối thế kỷ 18 cho đến thập niên 1820, thời tiết tương đối điều hòa, nông nghiệp phát triển đều đặn. Nhưng đến năm 1830, nông nghiệp Nhật Bản lại có chuyển biến xấu. Năm 1832 (Tenpō thứ 3) và năm kế tiếp, thu hoạch mùa màng chỉ còn chưa được một phân nửa. Cả nước lâm vào cảnh thiếu gạo trầm trọng.
Năm 1833 - 1836, thiên tai xảy ra liên tiếp trên lãnh thổ Nhật. Mưa lũ ở đồng bằng Kantō vào năm 1833 làm nông nghiệp nước Nhật mất mùa nghiêm trọng. Từ lúc ấy cho đến năm 1839 (Tenpō thứ 10), đói kém xảy ra liên tục và trãi rộng ra trong phạm vi toàn quốc. Riêng miền Đông Bắc là thiệt hại nhiều nhất: ở Tsugari có 10 đã thất thu đến 9, ở Shirakawa có 10 đã mất đến 8, số người chết đói mỗi lúc càng nhiều. Nạn đói lan đến cả những thành phố lớn như Ôsaka. Người đói theo nhau lăn ra chết. Theo thống kê, nạn đói đã làm 200.000 đến 300.000 người chết
Nạn đói kém trên toàn lãnh thổ Nhật Bản là giọt nước tràn ly và là mồi dẫn hỏa cho các cuộc bạo động của nông dân. Năm 1836, 12.000 nông dân ở vùng Mikawa (Shizuoka) khởi nghĩa. Cùng năm này, 10.000 dân ở địa phương Gunnai thuộc xứ Kai cũng nổi dậy khởi nghĩa.
Lớn nhất là cuộc khởi nghĩa do Ōshio Heihachirō, quan coi việc trị an ở thành phố Osaka lãnh đạo vào năm 1837. Ông chịu ảnh hưởng của triết học Nho giáo của nho sĩ Vương Dương Minh nên lập một ngôi trường tên Senshindō (Tẩy tâm động = Hang động di dưỡng tính tình) làm nơi rao giảng thứ triết học đó. Nhân nạn đói lớn ở quê hương ông, Heihachirō bán hết 50.000 quyển sách của trường và dùng 600 lạng bạc để trợ giúp dân nghèo đói kém. Lúc tiền đã cạn, ông quyết tâm khởi nghĩa. Ngày 19/2/1837, ông lãnh đạo nông dân nghèo nổi dậy cướp thóc gạo ở Osaka rồi chia nhau. Tuy nhiên lúc khởi nghĩa đang diễn ra, hỏa hoạn xảy ra thiêu hủy 1/5 thành phố. Tháng 4, cuối khởi nghĩa bị đàn áp và thủ lĩnh là Heihachirō buộc phải mổ bụng tự sát ngày 1/5/1837 sau khi bị quân Mạc phủ bắt sống. Cũng năm 1837, học giả Ikuta Yorozo (1801-1837) phát động nhân dân khởi nghĩa chống Mạc phủ. Khởi nghĩa thất bại, ông bị buộc phải tự sát.

### Cải cách năm Tenpō (1841)
Năm 1841, shogun Tokugawa Ieyoshi lệnh cho viên quan Mizuno Tadakuni tiến hành cải cách trên cơ sở kế thừa hai cuộc cải cách Kyōhō (Hưởng Bảo) và Kansei (Khoan Chính) xảy ra trước đó. Nội dung cải cách:
- Trong sinh hoạt dân chúng, phải chấn chỉnh, siết chặt lại phong tục. Theo đó, Mizuno bắt mọi người phải sống kiệm ước[5] để tránh tiêu pha lãng phí. Cụ thể, ông cấm hậu cung của Thiên hoàng và Shogun không được sống xa xỉ, hoa quả đầu mùa, các thức ăn hiếm hoi cao giá đều bị cấm, ba rạp hát Kabuki lớn (gọi là sanza = tam tòa) phải dời chỗ từ trung tâm thành phố ra ngoại ô. Các ngôi sao (tài tử tuồng kịch nổi tiếng) khi đi dạo phố phải đội nón đan bằng lác (amigasa) che mặt không cho ai thấy. Ngay cả cái ăn, cái mặc, đến lễ lạc, hội hè và mọi thứ tiêu khiển đều được kiệm ước rất nghiêm ngặt. Cho rằng tiểu thuyết tình cảm của nhà văn Tamenaga Shunsui (1790-1843) là tiếp tay cho cuộc sống phóng đãng và hoang phí, Mạc phủ đã bắt còng tay ông này và giam lại đến khi ông qua đời.
- Kiểm soát được hệ thống kinh tế. Viên quan Mizuno được lệnh của Mạc phủ đã buộc các thương nhân phải "giải tán các tổ hợp kinh doanh dưới dạng cổ phần", với mục đích quản lý được trực tiếp các con buôn ở địa phương (zaigô shônin = tại hương thương nhân) và làm cho vật giá tên thị trường phải hạ xuống. Trước cải cách, các thương nhân cùng ngành nghề tụ họp và tập trung cổ phần (có tính bè đảng) để độc chiếm thị trường một mặt hàng nào đó, khiến giá cả leo thang nhanh chóng. Mạc phủ ra lệnh này để khuyến khích các thương nhân nhỏ và vừa có cơ hội tự do cạnh tranh với các thành viên cũ trong tổ hợp, và điều đó sẽ làm cho vật giá phải xuống thang.
- Kiểm soát về chính trị. Để thực hiện, Shogun tiến hành một cuộc trao đổi nhiệm sở[6] (sanpōryō = 3 lãnh địa) giữa chủ nhân ba phiên trấn Kawagoe (15 vạn thạch thóc, xứ Musashi), Shōnai (14 vạn thạch thóc, xứ Dewa) và Nagaoka (7 vạn thạch thóc, xứ Echigo). Lịch sử Nhật Bản gọi đó là cuộc "chuyển phong" (tenbō) giữa ba phiên trấn quan trọng ở bắc Edo. Nhưng khi phiên chủ mới của Shōnai là con trai của Shogun Tokugawa Ienari được cử qua từ phiên Kawagoe, dân chúng tại phiên Shōnai hết sức phản đối sự có mặt của phiên chủ Kawagoe vì ông này nổi tiếng hà khắc trong việc thu đoạt tuế cống. Tiếp đó, Mạc phủ lại đề ra kế hoạch mới, buộc các daimyô và hatamoto phải "dâng" những vùng đất màu mỡ với chừng 50 vạn thạch thóc cho Shogun. Cuối cùng, các kế hoạch trên bị thất bại thảm hại. Dù thất bại, nhưng cải cách này đánh dấu cho việc những gì xảy ra ở các phiên từ đây sẽ ảnh hưởng tới việc điều hành chính trị ở trung ương.

### Lịch Tenpō
Sau cải cách này, Sở thiên văn của nhà nước tiến hành quan sát tại Edo và lập ra lịch pháp mới gọi là lịch Tenpō - lịch cuối cùng của nước Nhật phong kiến. Lịch này quy định một năm là 12 tháng và tính theo tiết khí, mỗi tiết khí được chia đều theo những khoảng thời gian trên lịch. Tháng Giêng âm lịch (lunar month) được tính bắt đầu khi trăng mới mọc lên, tháng nhuận được thêm vào trong năm khi tháng đó không có tiết khí nào trong tổng số 24 tiết khí để xác định 12 tháng trong năm. Lý do là các tháng có tiết khí với từ là "chí/phân" được xác định là tháng 2, tháng 5, tháng 8 và tháng 11; tháng nhuận theo lịch này chỉ được thêm vào khi trong 3 tháng chỉ có một tháng có một chí/phân (đọc là "chí" hoặc "phân") và tháng Giêng của năm đó có đủ tiết khí với từ "phân" và "chí".
Trong lịch trước, giờ đã có độ dài bằng nhau. Nhưng với lịch Tenpō, chiều dài của giờ thay đổi tùy thuộc vào thời gian trong năm. Điều này đã làm cho nó cực kỳ khó khăn để làm cho đồng hồ cơ khí của Nhật Bản.

### Phái học thuật phát triển

#### Phái Dương Minh học
Phái này do nho sĩ Vương Dương Minh lập ra trên cơ sở kế thừa thuyết Nho gia của Chu Hi. Chịu ảnh hưởng của đại nho đời Tống là Lục Tượng Sơn (1139-1192), ông chủ trương phải phán đoán một hành vi là chính đáng hay không chỉ vào lúc nó được đem ra thi hành. Họ Vương chủ trương "tri hành hợp nhất" nghĩa là nếu một lời nói hay tư duy không thể hiện bằng việc làm thì không thể nào là nền tảng cho sự đánh giá. Phái này được truyền sang Nhật bởi học giả Tōju Nakae (1608-1648) và được phát triển bởi Kumazawa Banzan (1619-1691). Hai ông triệt để áp dụng thuyết này của họ Vương với đại ý: Nói phải đi đôi với làm. Vì thế, trước tình trạng đất nước Nhật Bản thời đó, thái độ của người theo Dương Minh học chỉ có thể là là phê phán nhà đương cục. Dĩ nhiên, đối với những kẻ coi đại nghĩa danh phận trên hết như Mạc phủ, thì họ phải ra tay đàn áp những ai đứng trên một lập trường chống đối như thế.

#### Phái Quốc học
Phái này chủ trương sử dụng các tác phẩm văn học cổ điển của Nhật là "liều thuốc" khơi dậy tinh thần dân tộc vốn có của nước mình. Quốc học được phát triển từ môn học gọi là Wagaku (Hòa học) khởi đầu từ tiền bán thế kỷ 17. Wagaku đã thực hiện những công trình nghiên cứu về bản chất Nhật Bản xuyên qua thơ waka và tác phẩm cổ điển. Nhóm học giả Shimokobe Choryu (1627-1686), Kitamura Kigin (1624-1705) và Toda Mosui (1629-1706) chủ trương bài trừ các hình thức tư duy đến từ bên ngoài, thuyết phục mọi người tìm về một nước Nhật giống như thời xa xưa. Hệ luận của chủ trương ấy là tư tưởng tôn vương nhương di (phò vua, đuổi bọn di địch). Mong muốn phục hồi một nước Nhật trong quá khứ của họ cũng có nghĩa là sự hoài nghi trước tình hình hiện tại.

#### Phái Hà Lan học (Rangaku)
Sau sự kiện của Ōshio Heihachirō năm 1837, bác sĩ Ogata Kōan (1810 - 1863) thành lập một bệnh viện để trị bệnh theo phương pháp y học tiên tiến của Hà Lan. Trường được gọi là Tekijuku, nơi được ông trị bệnh và giảng dạy cho sinh viên kiến thức về khoa học kỹ thuật (y học, lịch sử tự nhiên, hóa học và vật lý), khuyến khích sinh viên học tiếng Hà Lan và giúp họ tổ chức các buổi hội họp, các tiết học để họ có cơ hội tranh luận các vấn đề hóc búa. Ông cũng khuyến khích sự cạnh tranh học tập giữa các sinh viên để có chất lượng dạy và học tốt nhất. Tuy nhiên, việc khuyến khích cạnh tranh giữa các sinh viên đem lại hậu quả tai hại: sinh viên bị áp lực nhiều phía, hành động và suy nghĩ thiếu thận trọng, chính xác với các vấn đề ông đặt ra, nhiều người nổi loạn chống đối cách dạy học mới của trường. Ông buộc phải đề ra các hình thức kỷ luật để quản lý học trò nghiêm túc. Mặc dù thế, Ogata Kōan vẫn dùng trường này là nơi dạy học và dịch thuật các sách của Hà Lan về các lĩnh vực, nhất là lĩnh vực y học mà ông đang trực tiếp giảng dạy học trò. Ông sưu tập, biên dịch các sách của Hà Lan để cho ra đời từ điển Hà Lan-Nhật Bản và một bách khoa toàn thư tiếng Hà Lan, để dạy học sinh của mình để đọc văn bản khoa học Hà Lan.

### Sự phát triển ở các phiên thời Ninkō
Dưới thời Ninkō, các phiên thi hành các chính sách để phát triển phiên thuộc của mình:

#### Phiên Satsuma
Phiên Satsuma (Sát-su-ma) từ lâu đã bị thâm thủng về mặt tài chính (mất trắng 5 triệu ryo) và rất khổ sở về điều đó. Lãnh chúa Shimazu Shigehide (1755-1787) mới thu dụng Zusho Hirosato (1776-1848, còn được gọi là Shōzaemon), một samurai cấp thấp. Ông tiến hành các chính sách cho phiên Satsuma: tăng cường độc quyền buôn đường đen, sản vật của 3 đảo Ōshima, Tokunoshima, Kikaishima thuộc quần đảo Amami (Âm Mỹ) trong vùng biển của phiên. Ông cũng tăng cường việc mậu dịch với quần đảo Ryukyu (Lưu Cầu). Dưới thời các lãnh chúa kế vị, Satsuma đã xây được lò phản xạ (reverberatory furnace) ở Kagoshima, kiến thiết xưởng đóng tàu và chế thủy tinh; mở được một nhà máy dệt làm việc dưới sự chỉ đạo của các kỹ sư người Anh. Lãnh chúa Tadayoshi (1858-1869) cho phép nhà buôn người Anh là Thomas Blake Glover (1838-1911) đã mang nhiều vũ khí phương tây vào. Nhân đó mà phiên có được lượng tài chính dồi dào (2,5 triệu ryo) và đã phát triển được sức mạnh quân sự của mình. Điều đó giải thích tại sao quân đội của phiên Satsuma đã đóng được vai trò chủ chốt trong cục diện chính trị cuối thời Mạc phủ.

#### Phiên Chōshū
Chōshū là một phiên hùng mạnh ở miền tây nam Nhật Bản. Lãnh chúa Mōri Narimoto (1824-1836) và con trai là Mōri Takachika (1836-1869) áp dung cải cách của Murata Seifū để điều chỉnh các khoản nợ, đưa tài chánh của phiên trở lại mức bình thường. Lãnh chúa Chōshū giữ độc quyền buôn giấy và sáp, đặt hệ thống chuyển vận hàng hoá vòng qua phía tây ở Shimonoseki gọi là Koshinikata (koshi =chuyển đổi, ni - hàng hóa). Họ thu mua hàng của thuyền buôn các vùng khác đáng lý ra phải chở về cho con buôn sỉ ton.ya ở Ôsaka. Thế rồi họ mới đảm nhận trách nhiệm bán hộ chúng đi (theo lối ủy thác) để có huê lợi, tái kiến được tài chánh của phiên mình.

#### Phiên Hizen
Lãnh chúa của phiên này là daimyō Nabeshima Naomasa (1830-1861) ban hành chế độ quân điền (kindensei) tức chia ruộng đất đồng đều cho mọi người nhằm tái thiết nông thôn và đem lại sự ổn định tài chánh cho phiên. Ngoài ra, ông còn cho thi hành việc buôn bán độc quyền đồ sứ làm cho phiên được giàu có.

#### Phiên Tosa (trên đảo Shikoku)
Lãnh chúa của phiên này là Yamauchi Toyosuke (1809-1843) thực thi chính sách kiệm ước hòng lành mạnh hoá tài chánh.

#### Phiên Mito (phía bắc Tokyo bây giờ)
Lãnh chúa (daimyō) là Tokugawa Nariaki (1829-1844) viết một quyển sách "Japan, Reject the Westerners" vào năm 1853 và nêu ra 10 lý do tại sao Nhật Bản bị cô lập với phần còn lại của thế giới. Ông chủ trương cần tăng cường quân sự của mình và chiến đấu chống lại người nước ngoài để bảo vệ độc lập của đất nước. Tuy nhiên, cải cách của ông bị vấp phải sự chống đối kịch liệt của nhóm bảo thủ nên thất bại.

### Quan hệ đối ngoại - sự kiện Morrison
Năm 1837, sau khi giải cứu một số thủy thủ Nhật Bản bị mắc kẹt, một chiếc tàu buôn của Mỹ tên Morrison do thuyền trưởng Charles W. King đã đem trả thủy thủ Nhật Bản về nước, đem theo ý định sẽ thiết lập quan hệ Mỹ - Nhật. Tuy nhiên, ý định đó bị thất bại khi tàu buôn này đi vào vùng biển Nhật Bản và bị quân Nhật bắn trả, theo đúng Sắc lệnh đẩy lùi các tàu nước ngoài đi qua Nhật Bản được Shogun đề ra từ năm 1825. Sự việc này sau đó được gọi là sự cố Morrison. Việc làm này ngay lập tức vấp phải sự chỉ trích dữ dội của các nhóm học giả Rangaku (Hà Lan học) là Bangaku Shachu khi họ yêu cầu Mạc phủ phải tiếp cận cởi mở hơn với bên ngoài. Mạc phủ đem quân đàn áp phái Rangaku và bắt giữ 26 thành viên của nhóm Bangaku Shachu, đồng thời cấm xuất bản sách khiến việc truy cập các thông tin của các học giả Hà Lan học ngày càng khó khăn. Năm 1845, Tổng thống Mỹ là James Knox Polk ra nghi quyết về việc mở cửa thương mại với Nhật Bản. Để thực hiện, Tổng thống gửi một đoàn thám hiểm do thuyền trưởng James Biddle với hai tàu trang bị vũ khí sang Nhật Bản để thương lượng.
Mặc dù vậy, nhưng việc Mặc phủ bóc lột nặng nề nhân dân và các thương gia làm bùng nổ nhiều cuộc đấu tranh mới. Hơn nữa, chính quyền Mạc phủ quá cồng kềnh với việc đặt hàng loạt các chức quan khác nhau cũng dẫn tới sự suy yếu của chính quyền này, không giải quyết được vấn đề gia tăng dân số vốn đang diễn ra mạnh mẽ tại nước Nhật. Theo điều tra dân số năm 1821 có 26 triệu dân thường và 4 triệu samurai. Nhiều địa chủ giàu có bị mất đất buộc phải làm thuê cho các địa chủ khác giàu hơn, nông dân (ở các đô thị) làm thuê cho địa chủ ở nông thôn ngày càng nhiều. Một số địa chủ và các sumurai bị phá sản, buộc phải làm thuê cho thương gia. Hơn nữa, động đất xảy ra liên tiếp ở Sanriku (1835) và Yezo, Kushiro, Nemuro (1843) làm nhiều người chết.
Ngày 21 tháng 2 năm 1846, Thiên hoàng Nhân Hiếu băng hà. Con trai thứ tư là Thân vương Osahito sẽ lên ngôi, hiệu là Thiên hoàng Hiếu Minh.